# Schlacht bei Schwetzin
Die Schlacht bei Schwetzin (im Polnischen Bitwa pod Świecinem) wurde am 17. September des Jahres 1462 im Ordensland Preußen zwischen den Orten Schwetzin und Zarnowitz, nordwestlich von Danzig, östlich des Zarnowitzer Sees ausgefochten. Daher wird sie in verschiedenen Quellen auch als Schlacht bei Zarnowitz oder Schlacht im Putziger Winkel bezeichnet. Sie gilt als letzter Wendepunkt des Dreizehnjährigen Krieges.

## Strategische Ausgangslage
Nachdem der Preußische Bund und seine Schutzmacht (Königreich Polen) zu Anfang des Dreizehnjährigen Krieges große Misserfolge verzeichneten, kam es später zu einem Strategiewechsel: König Kasimir IV. gab den Oberbefehl der polnischen Armee an den erfahrenen Heerführer Piotr Dunin ab, der damals Burggraf in Krakau und Hofmarschall des Königs war. Auch verzichtete man fortan auf den Einsatz des ineffektiven Adelsaufgebotes zugunsten von Berufssoldaten. Das war nur dank der neuen Steuern möglich, welche extra dafür in Polen und in den Bündnisstädten erhoben wurden. Der Deutschordensstaat war derweil finanziell ausgelaugt und unfähig, große Söldnerheere aufzustellen oder die bereits rekrutierten zu bezahlen, schien aber dennoch die Oberhand zu gewinnen. Beide Seiten kämpften fortan mit viel kleineren, aber professionellen Söldnerheeren: Die Polen heuerten gerne tschechische Veteranen der Hussitenkriege an, während der Deutsche Orden vorzugsweise in Schlesien und Norddeutschland rekrutierte.
Mitte 1462 kontrollierten die Bündnispartner nur noch den Weichselwerder mit Danzig, das Ermland mit Elbing und Frauenburg, halb Kulmerland, Südpommern und Neidenburg. Mit einer relativ kleinen Streitmacht entsetzte Dunin mit einem Überraschungsangriff das vom Deutschorden belagerte Frauenburg.
Am 9./10. September 1462 stieß Dunin von Danzig aus gegen Putzig und Lauenburg vor. Seine Truppen von ursprünglich ca. 1100 Soldaten (600 gepanzerte Infanterie und Reiter, 400 Armbrustschützen und 112 schwer gepanzerte Lanzenreiter) wuchsen dank Verstärkungen (darunter 400 Söldner zu Fuß, 300 Reiter und 200 Bürgermiliz) aus Danzig und Dirschau auf ca. 2000 Mann an. Zudem erwartete er noch weitere 500 berittene Söldner aus Thorn.

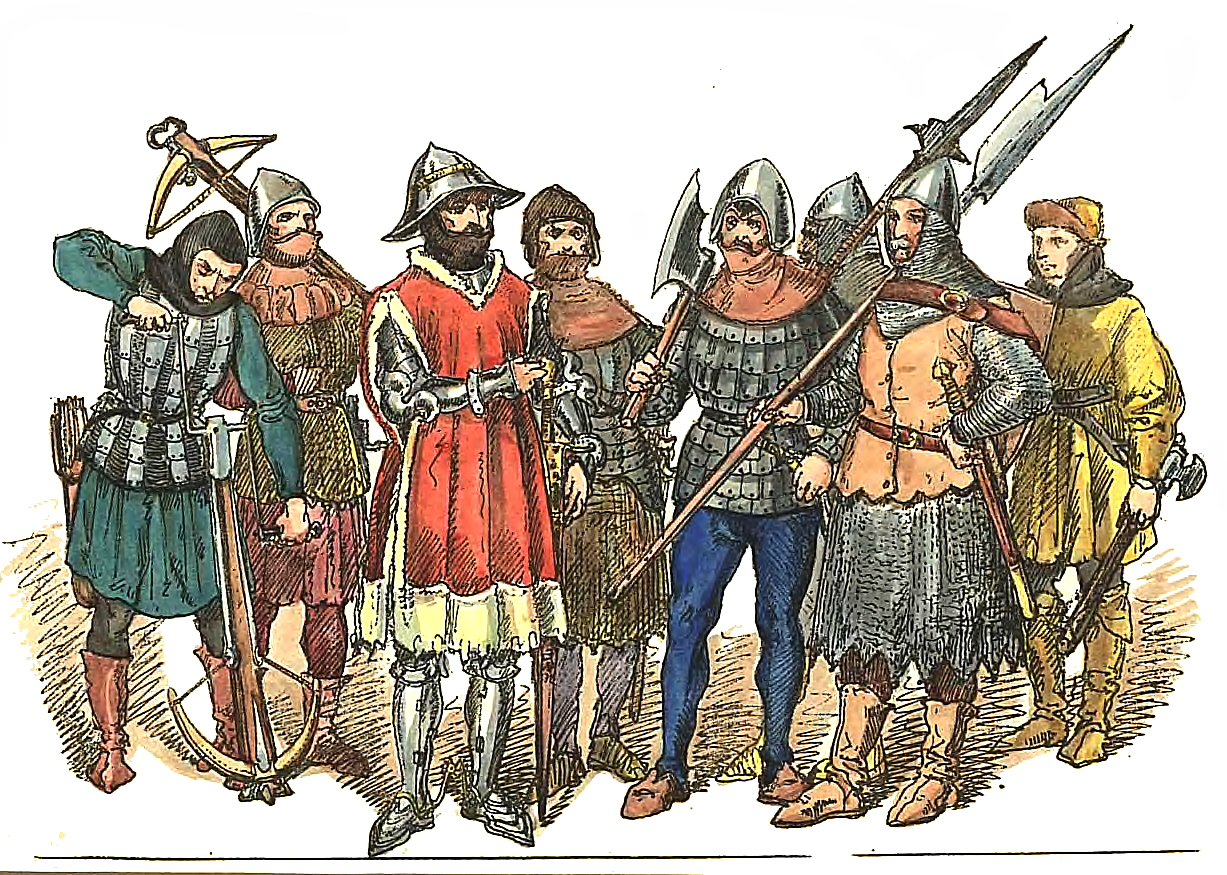
Polnische Soldaten 1447–1492, Darstellung des Historienmalers Jan Matejko (vor 1893)

Die Kräfte des Deutschen Ordens zählten etwa 2700 Mann, angeführt von Fritz von Raveneck und Kaspar von Nostitz, zusammengezogen aus umliegenden Festungen, darunter etwa 1300 bewaffnete Bauern aus der Umgebung für etwaige Hilfsarbeiten. Den Kern der Streitmacht bildeten jedoch die rund 1000 Reiter (über 200 davon schwer gepanzerte Ritter) und 400 Fußknechte, dazu Gesinde. Daher war die rechnerische Überlegenheit der Ordenstruppen von rund 700 Mann illusorisch, da die Bauern und Köhler von der Kampfkraft her mit den Berufssoldaten nicht vergleichbar sind. Zusätzlich erwartete man weitere 600 Berittene unter dem pommerschen Herzog Erich II. von Stolp.

## Schlachtverlauf
Piotr Dunin mit seinen Mannen erreichte zuerst den späteren Schlachtort. Von hier könnte er sowohl nach Putzig im Osten als auch gegen Lauenburg weiter im Südwesten marschieren. Man kann heute nicht mehr mit Bestimmtheit sagen, ob ihn das in allen Quellen erwähnte schlechte Wetter zum Zwischenhalt zwang, ob er hier auf die Verstärkung aus Thorn warten wollte oder ob er diesen Ort gezielt für die künftige Schlacht aussuchte. Letztendlich hatte man die Truppen des Deutschen Ordens schon erwartet und errichtete noch am 16. September am Seeufer eine verstärkte Wagenburg nach Art der Hussiten unweit des Dorfes Schwetzin.
Die polnische Schlachtordnung stützte sich auf die Wagenburg am rechten Flügel. In der Wagenburg sollten rund 400 leicht bewaffnete Fußknechte und Miliz unter dem Danziger Hauptmann Lucas samt einiger leichter Reiterei als Reserve verbleiben. Etwa 400 Armbrustschützen bildeten im etwas vom Ufer entfernten Wald den quasi versteckten linken Flügel. Weitere Schützen versteckten sich im Schilf. In der Mitte, vor der Wagenburg, stellte Dunin seine Infanterie auf, davor die leichten Reiter und an der Stirn seine 112 schwer gepanzerte Ritter.
Der Deutsche Orden wähnte sich zunächst in großer Überlegenheit, da man das Eintreffen der Danziger Verstärkungen ins polnische Lager nicht mitbekommen hatte. Fritz von Raveneck wollte daher den Gegner bis auf den letzten Mann ausradieren, bevor er sich mit den Verstärkungen aus Thorn verbinden konnte. Daher befahl er den Bauern, mit Holzverhauen alle Fluchtwege zu versperren, während man das polnische Lager von drei Seiten umzingeln wollte. Kaspar von Nostitz, einer der Ordenshauptleute, tönte daher vollmundig, es solle jener zum Leibeigenen des polnischen Königs werden, wer einen Fuß zurücksetzt. Da man aber später bemerkte, dass die Polen doch zahlreicher waren als ursprünglich vermutet, ließ man von einem Frontalangriff ab und begann sich im Lager selbst zu befestigen, um nichts zu riskieren. Es war jedoch zu spät, um die ursprünglich gedachte, simple Schlachtordnung zu ändern. So standen in Reihen erst die schweren Ritter, gefolgt von leichten Reisigen (Reitern), gepanzerter Infanterie, leichter Infanterie und Bauern, die sich um die zersprengten Reste der gegnerischen Armee kümmern und das gegnerische Lager stürmen sollten.

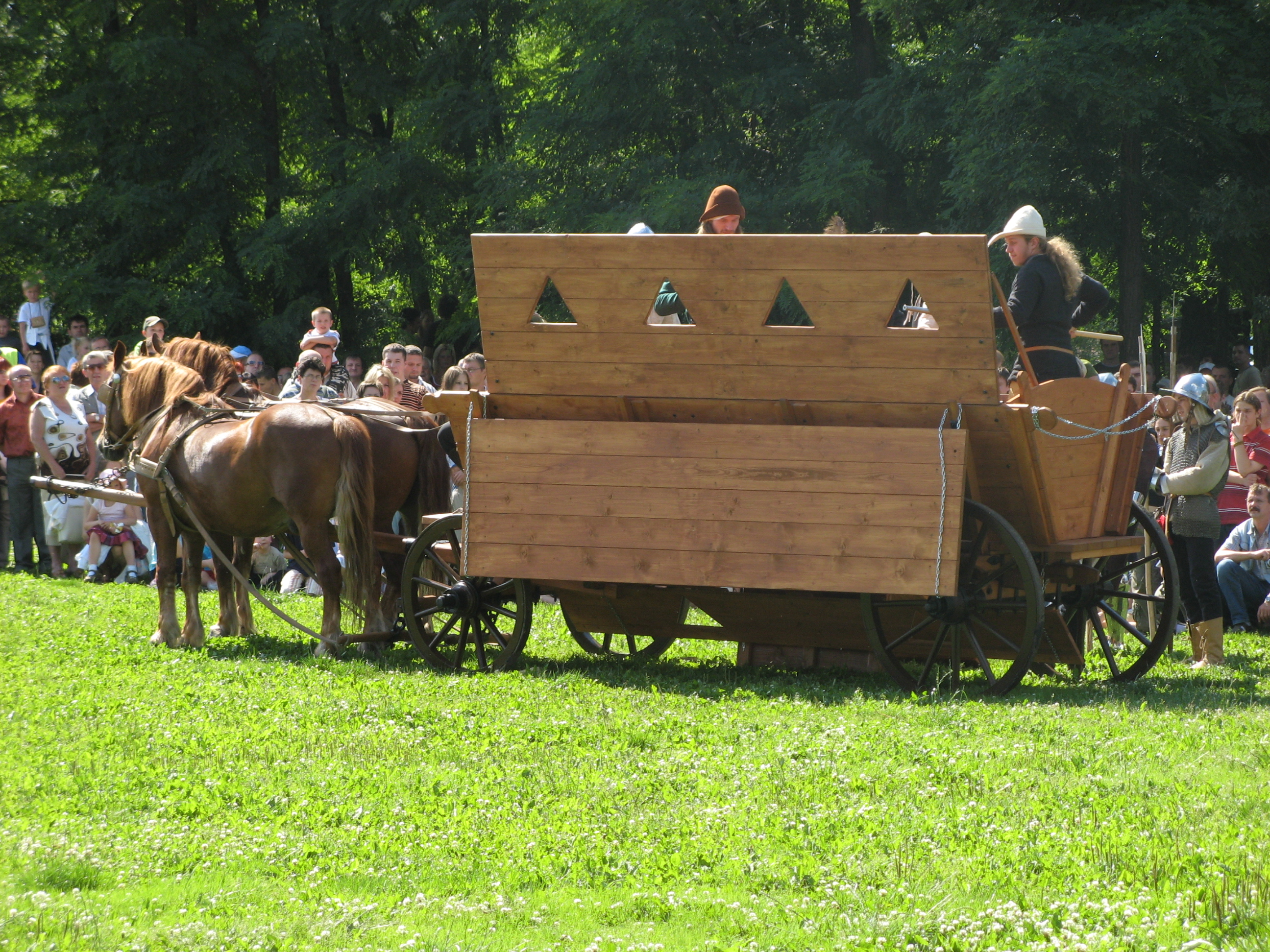
Hussitischer Kampfwagen (Nachbau); mehrere zusammengespannte Wagen bildeten ein Kampflager, die sog. „Wagenburg“.

Den Aufbau einer eigenen Wagenburg durch die Ordensritter in Sichtweite der polnischen wusste Dunin allerdings mit dem Angriff seiner 112 schweren Lanzenreiter zu verhindern, den Paweł Jasieński anführte. Obendrein konnten so die Ordenssoldaten die mitgeführten Geschütze nicht mehr aufstellen. Obwohl die schwere Ordensreiterei, welche den polnischen Angriff abfangen sollte, zahlenmäßig überlegen war, konnte sie den polnischen Angriff zwar stoppen, wankte jedoch einige Zeit lang und drohte einzubrechen. Daher führte Fritz von Raveneck die restlichen Reiter persönlich zum Frontalangriff an. Ihnen folgten die Fußtruppen beider Seiten und trafen aufeinander, ohne dass irgendjemand die Oberhand gewinnen könnte. Nach drei Stunden wurde nach Długosz am Mittag eine mehrstündige Pause ausgerufen, damit sich alle erholen und die Wunden versorgt werden konnten. Dabei sollte dann auch die Aufstellung korrigiert werden. Die polnischen Panzerritter entschieden sich für den Rückzug, als die Pause vorbei war. Die Ordensritter verfolgten sie, angefeuert von ihrem Hauptmann Raveneck. Aber die sich im Rückzug befindlichen Polen führten ihre Verfolger geradewegs den im Wald versteckten Armbrustschützen zu, welche sie mit tödlichem Bolzenhagel aus nächster Nähe begrüßten. Diese zweite Überraschung war perfekt. Rund 75 % der Ordensreiter fielen, darunter auch Fritz von Raveneck, der die Überlebenden der ersten Salven sammelte und umformiert neu angreifen lassen wollte.
Bei den Ordenstruppen brach daraufhin Panik aus. Viele Soldaten und Bauern versuchten zu fliehen, allen voran Kaspar von Nostitz. Mit dem Rest der Ordensreiterei versuchte er, sich am sumpfigen Ufer entlang vorbeizuschleichen, wo doch alle anderen Fluchtwege versperrt waren. Allerdings blieben die meisten von ihnen im Sumpf stecken und ertranken. Nach Dlugosz sprengte auf dem Schlachtfeld gekonnt der polnische Ritter Paweł Jasieński einzelne Trabantenhaufen, indem er sich mit voller Wucht mit seinem Schild voran auf deren Lanzen warf. Er führte auch den Angriff auf das Lager der Ordensritter an, das zunächst tapfer standhielt, befehligt von Hauptmann Schönaich. Piotr Dunin konnte den letzten Angriff nicht mehr selbst anführen, da er schon zum Anfang am Arm und später von einer Bombardenkugel am Bein verletzt worden war. Zum Schluss, als das polnische Fußvolk müde zu werden schien, verließ der Danziger Hauptmann Lucas mit seinen Truppen die Wagenburg und schlug die feindliche Infanterie endgültig in die Flucht. Da diese jedoch wegen der eigenen Holzverhaue nicht wirklich fliehen konnte, begann ein blutiges Gemetzel.

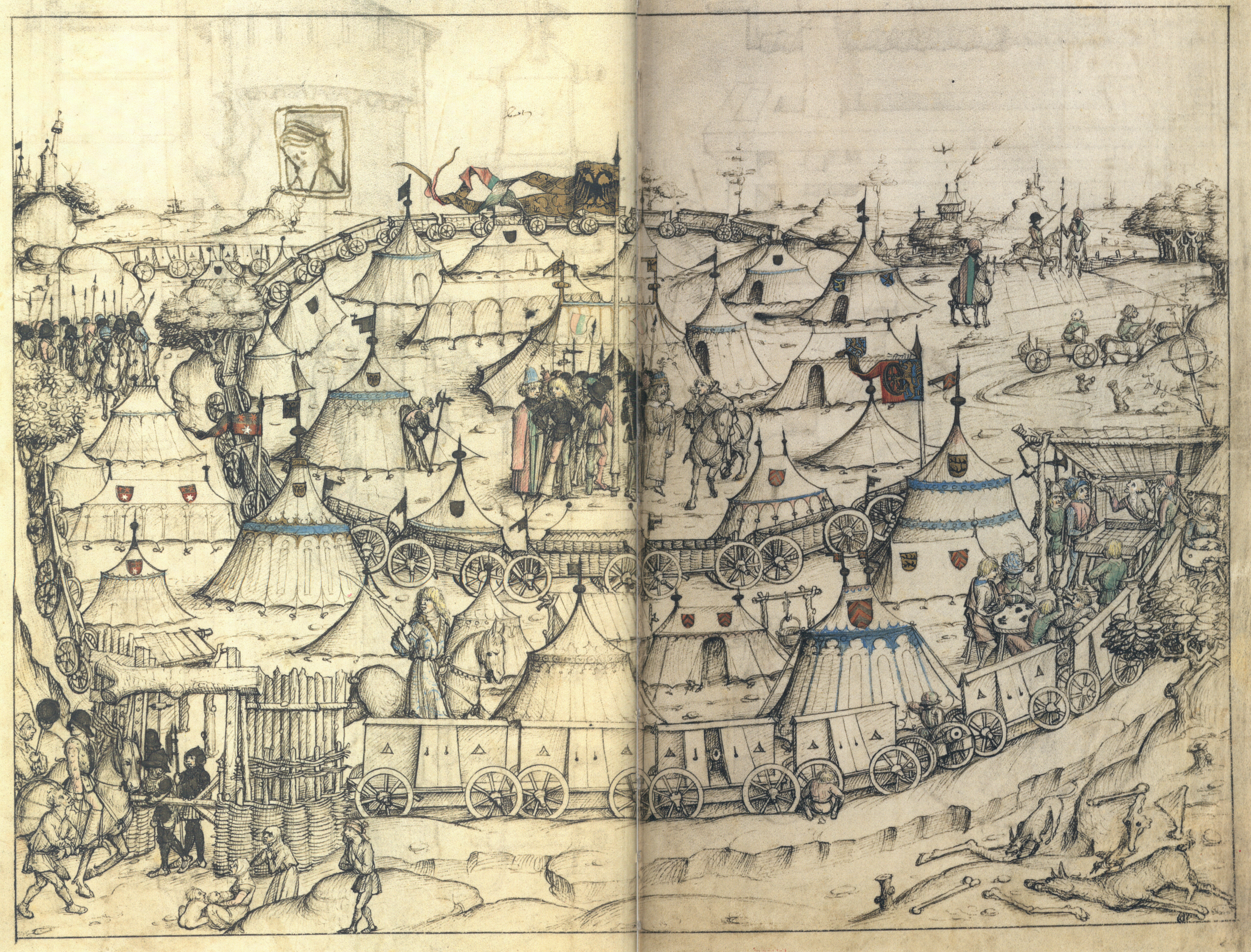
Befestigte Wagenburg, ca. 1480

Als die Schlacht bereits am Abklingen war, erreichte die Truppe des Herzogs von Pommern, Erich II. von Stolp, das Schlachtfeld. Als er aber sah, dass die mit ihm verbündeten Truppen des Deutschen Ordens eine katastrophale Niederlage erlitten hatten, trat er unverzüglich den Rückzug an, verfolgt von der polnischen Reiterei.
In der Schlacht fiel der Danziger Ratsherr Johann Meydenburg (oder Magdeburg), während Matthias Hain (in anderen Quellen "Matthias Hagen") später seinen Verletzungen erlag. Auf der polnischen Seite fiel der seinerzeit berühmte Ritter Hector Chodorowski. Piotr Dunin erholte sich – im Gegensatz zu den meisten Schwerverletzten dieser Schlacht – von seinen Wunden. Insgesamt waren die Verluste der Verbündeten vergleichsweise ziemlich gering, die des Deutschen Ordens dagegen ziemlich hoch – bis auf den geflohenen Kaspar von Nostitz. Etwa 250 Ordensritter fielen im Kampf, neben mindestens 750 weiteren Kämpfern, 600 wurden gefangen genommen, darunter 70 Ritter. Der Leichnam Fritz von Ravenecks wurde zunächst nach Putzig gebracht und später im Kloster Zarnowitz bestattet. Andere Gefallene wurden noch am Schlachtfeld begraben.

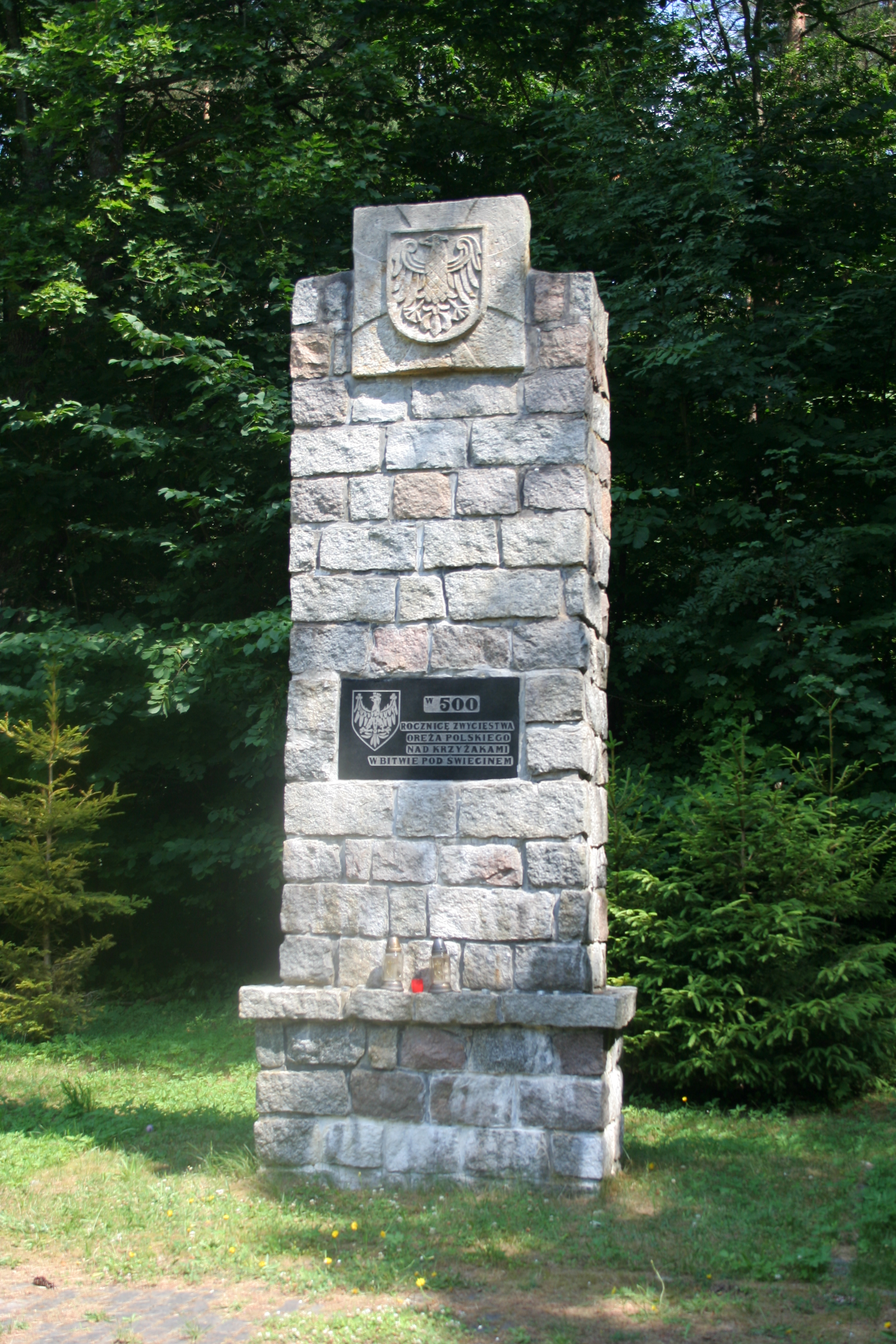
Denkmal zur Erinnerung an die Schlacht bei Schwetzin unweit des heutigen Dorfes Świecino.

Die siegreichen Polen und Danziger eroberten im gegnerischen Lager rund 200 Wagen mit allerlei Vorräten und Rüstungsgütern sowie 15 Geschütze mit Zubehör. 100 Wagen nahmen sie mit nach Danzig. Was sie nicht mitnehmen konnten, wurde zerstört.
Die Thorner Verstärkungen, welche vom Hauptmann Wojciech Górski angeführt wurden, konnten erst am 20. September zur Truppe Dunins stoßen.

## Langfristige Auswirkungen
Der schwer lädierte Hauptmann Dunin hatte den Sieg nicht optimal ausgenutzt. Denn anstatt an den Städten und Festungen der Ordensritter vorbei nach Danzig zu ziehen, hätte er diese mit Leichtigkeit oder gar kampflos einnehmen können, wo doch ihre Mannschaften in der Schlacht verloren gegangen waren. Dennoch war der Deutsche Orden angesichts dieser totalen Verluste nicht mehr fähig, aktiven Kampf westlich der Weichsel zu führen. Es fehlten sowohl die nötigen Offiziere als auch Mannschaften und Finanzmittel.
Herzog Erich II. von Pommern wechselte wieder die Seiten, nahm am Frieden von Thorn teil und bekam dafür zwei polnische Lehen: Lauenburg und Bütow.

### Zeitgenössische Chroniken
- Detmar und F.H. Grautoff (Hg.), Die lübeckischen Chroniken in niederdeutscher Sprache, Hamburg 1830
- Jan Długosz, Jana Długosza Kanonika Krakowskiego Dziejów Polski ksiąg 12, Teil.5, Buch 12, S. 331–334
- Jan Herburt: Chronica sive historiae Polonicae compendiosa (Basileae); 1571, S. 338.